# Morella integra
Morella integra là một loài thực vật có hoa trong họ Myricaceae. Loài này được (A. Chev.) Killick mô tả khoa học đầu tiên năm 1998.